# Jonna Lundell
Jonna Stina Charlotta Lundell, född 11 april 1994 i Veta församling i Mjölby kommun, Östergötlands län, är en svensk Youtube-profil, influerare och författare.
Tillsammans med maken Joakim Lundell har hon rankats som Årets makthavare i sociala medier av Medieakademins Maktbarometer alla år, utom ett, sedan mätningens start.

## Biografi
Lundell är uppväxt i Mjölby men flyttade senare till Norrköping. Hon gick vid två olika gymnasieskolor men hoppade av dem och fick vid ett senare tillfälle studera vid folkhögskola. Hon träffade Joakim Lundell på Skänninge marken i Skänninge 2011. Efter att Joakim blivit avvisad av Jonna så skrev han offentligt på sin blogg under rubriken Dagens knull att de haft samlag och att Jonna var en blond hora i försök att få kontakt med henne, varpå hon polisanmälde honom för förtal. Det ledde till att de tog kontakt med varandra via Facebook och började komma överens, och senare blev ett par och flyttade ihop 2013. Hon deltog med tiden allt mer på Joakim Lundells Youtube-kanal, till en början genom pranks.
I mars 2015 startade Lundell sin egen Youtube-kanal som senare ombildades till den gemensamma kanalen vid namn Jocke & Jonna, numera "Familjen Lundell".

## Familj
Jonna Lundell är sedan 2016 gift med Joakim Lundell. Den 28 oktober 2018 fick de en dotter, den 12 augusti 2020 en son och den 17 mars 2025 en son.

## Priser och utmärkelser
| År   | Pris                                                                        | Resultat  | Ref    |
| ---- | --------------------------------------------------------------------------- | --------- | ------ |
| 2016 | Guldtuben: Årets Youtuber                                                   | Nominerad | [ 10 ] |
| 2016 | Guldtuben: Årets dolda kamera                                               | Vann      | [ 10 ] |
| 2016 | Social Media Party: Årets Youtube                                           | Vann      | [ 11 ] |
| 2017 | Guldtuben: Årets Youtuber                                                   | Vann      | [ 12 ] |
| 2017 | Guldtuben: Årets serie (Spökjakt på Youtube)                                | Vann      | [ 12 ] |
| 2017 | Guldtuben: Årets video (Spökjakt - Frammegården på Youtube)                 | Vann      | [ 12 ] |
| 2017 | Guldtuben: Årets collab (med Let's Feast) (Pistolen mot huvudet på Youtube) | Nominerad | [ 13 ] |
| 2017 | Guldtuben: Årets vloggare                                                   | Nominerad | [ 13 ] |
| 2020 | Kristallen: Årets program (Spökjakt på Dplay)                               | Vann      | [ 14 ] |